# Ла-Крофт (Огайо)
Ла-Крофт (англ. La Croft) — переписна місцевість (CDP) в США, в окрузі Коламбіана штату Огайо. Населення — 1078 осіб (2020).

## Географія
Ла-Крофт розташована за координатами 40°38′49″ пн. ш. 80°35′59″ зх. д. / 40.64694° пн. ш. 80.59972° зх. д. (40.646827, -80.599757).  За даними Бюро перепису населення США в 2010 році переписна місцевість мала площу 2,96 км², уся площа — суходіл.

## Демографія
Згідно з переписом 2010 року, у переписній місцевості мешкали 1144 особи в 485 домогосподарствах у складі 325 родин. Густота населення становила 386 осіб/км².  Було 525 помешкань (177/км²).
Расовий склад населення:
| - 97,2 % — білих - 0,9 % — чорних або афроамериканців - 0,2 % — корінних американців |

До двох чи більше рас належало 1,6 %. Частка іспаномовних становила 0,7 % від усіх жителів.
За віковим діапазоном населення розподілялося таким чином: 19,8 % — особи молодші 18 років, 63,6 % — особи у віці 18—64 років, 16,6 % — особи у віці 65 років та старші. Медіана віку мешканця становила 44,7 року. На 100 осіб жіночої статі у переписній місцевості припадало 89,7 чоловіків;  на 100 жінок у віці від 18 років та старших — 90,2 чоловіків також старших 18 років.
Середній дохід на одне домашнє господарство  становив 57 585 доларів США (медіана — 42 237), а середній дохід на одну сім'ю — 68 597 доларів (медіана — 49 219). Медіана доходів становила 48 299 доларів для чоловіків та 39 583 долари для жінок. За межею бідності перебувало 12,3 % осіб, у тому числі 19,8 % дітей у віці до 18 років та 7,6 % осіб у віці 65 років та старших.
Цивільне працевлаштоване населення становило 500 осіб. Основні галузі зайнятості: освіта, охорона здоров'я та соціальна допомога — 24,2 %, виробництво — 21,2 %, науковці, спеціалісти, менеджери — 12,4 %, мистецтво, розваги та відпочинок — 12,2 %.